# بوکوولیه
بوکوولیه (به لاتین: Bukovlje) یک منطقهٔ مسکونی در کرواسی است که در شهرستان برود-پوساوینا واقع شده‌است.